# Купринско језеро
Купринско језеро (рус. Купринское) глацијално је језеро у европском делу Русије, на западу Смоленске области. Језеро се налази у западном делу Смоленског рејона, на око 18 км западно од града Смоленска. Из њега отиче река Катинка која га повезује са Дњепром.
Површина језерске акваторије је 215 хектара, максимална дубина до 2,5 метра, а надморска висина површине 164,7 метара. Како је реч о доста плиткој акваторији доста је зарасло мочварном вегетацијом. На језеру се налазе бројна мања острва, док су на дну знатније наслаге сапропела дебљине и до 16 метара у средишњем делу котлине. 
Има статус резервата природе. 